# Dahe (köping i Kina, Guizhou)
Dahe (kinesiska: 大河, 大河镇) är en köping i Kina. Den ligger i provinsen Guizhou, i den sydvästra delen av landet, omkring 180 kilometer väster om provinshuvudstaden Guiyang.